# 仙台第一生命タワービルディング
仙台第一生命タワービルディング（せんだいだいいちせいめいタワービルディング）は、宮城県仙台市青葉区一番町にある超高層ビルである。東二番丁通りに面して建っている。市民からは「仙台第一生命タワービル」または「タワービル」と呼ばれている。以下、タワービルと記載する。

## 概要
タワービルは仙台市立病院跡地の再開発であり、東を東二番丁通り（国道4号）、北を市道区画街路南58号線、西を仙台市道青葉1267号・区画街路南15号線、南を森徳横丁 で囲まれる区画のうち、北東と北西の角地部分を除いた区画のほとんどを占有して建つ。仙台市立病院が建つ前は仙台地裁があった。
タワービル完成前の仙台市都心部にあった高層ビルは、高い方から、
1. 住友生命仙台ビル （67.4m、地上18階。1975年竣工）
2. 七十七銀行本店ビル （64.5m、地上14階。1977年竣工）
3. 仙台第2合同庁舎 （62.7m、地上15階。1973年竣工）

であった。ここに1985年（昭和60年）5月、タワービルは従来の60m級から20m以上も高く、東北地方では最も高い90m級・地上21階建ての超高層ビルとして完成した。また、10年振りに仙台市内の最高層ビルの地位も入れ替わったため、円高不況期（1983年 - 1986年）だった当時において仙台市民から注目を集め、展望台の無いオフィスビルであったにもかかわらず、タワービルの最上階には見物客が集まった。
プラザ合意（1985年9月22日）後のバブル景気期になると、1987年（昭和62年）のNHK大河ドラマ『独眼竜政宗』の放送で仙台には観光客が大量に押し寄せ、同年7月15日に東北初の地下鉄である仙台市営地下鉄南北線が開業し、大きく社会増が起きる中の1989年（平成元年）4月1日には仙台市が東北初の政令指定都市となる。この政令市化に合わせて、
- 仙台ターミナルホテル（86m、地上21階、1988年6月）
- 住友生命仙台中央ビル (現・SS30) （143.0m、地上31階。1989年2月）
- 宮城県庁舎（89.8m、地上18階。1989年5月）

などが建った。140mを超えるSS30の登場により高層ビル東北1位の座を明け渡したが、バブルの最中のタワービルは、最上階の会員制高級クラブを初めとして、仙台のランドマークとなっていた。

### ギャラリー

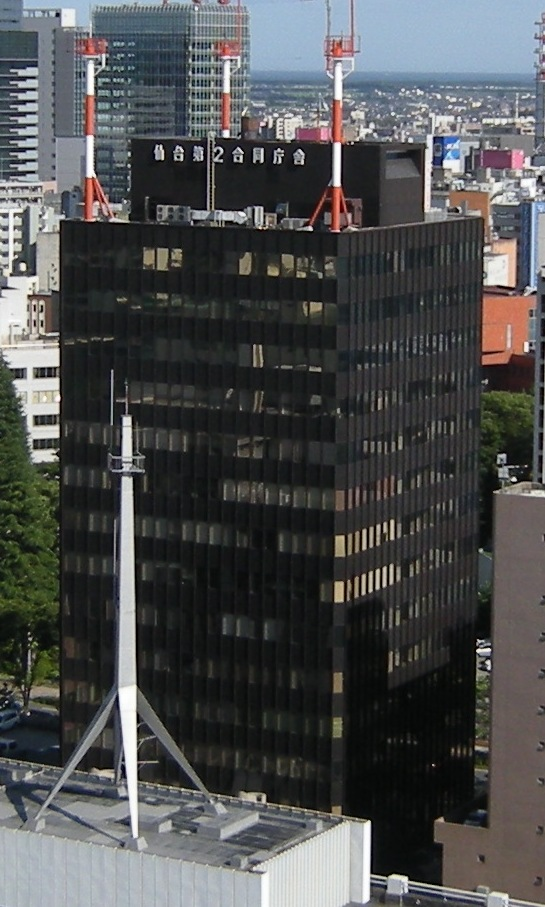
仙台第2合同庁舎
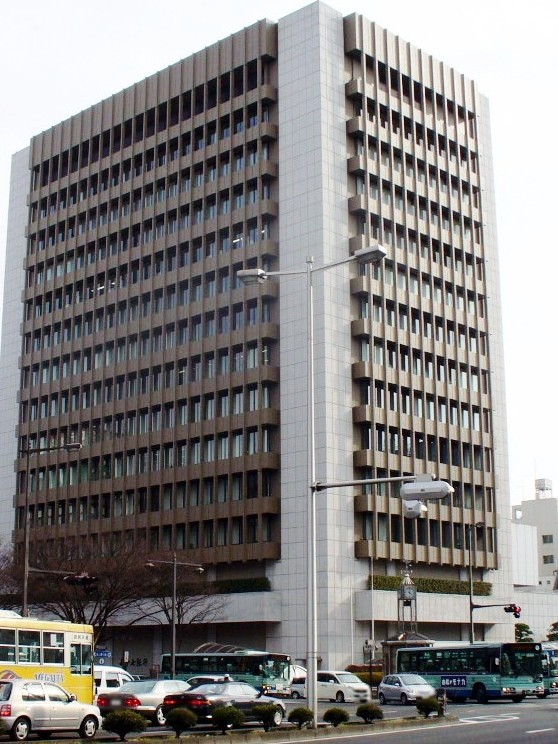
七十七銀行本店

## 周辺

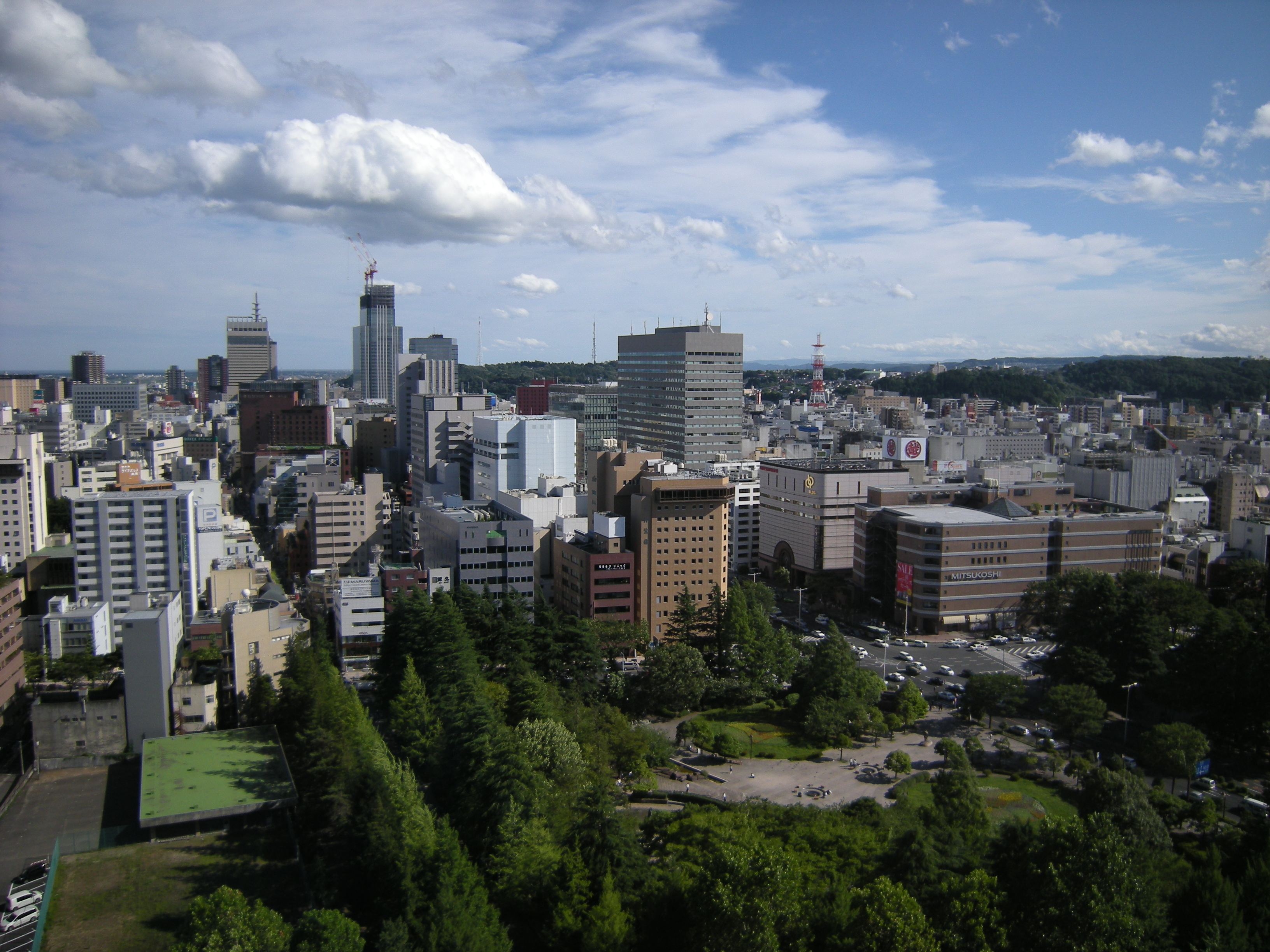
宮城県庁舎最上階から見た当ビルおよびその周辺（2009年7月）

タワービルの西側の通り沿いは周辺と合わせて東一市場と呼ばれ、百貨店の仙台三越、繁華街の一番町、および、タワービルが建つ前に当地にあった大規模病院の仙台市立病院に囲まれて発達した横丁である。現在は飲食店が多いが、踊る方のクラブが1軒、風俗店が1軒程度ある。
森徳横丁沿いも現在は飲食店ビルが並んでいる。森徳横丁と広瀬通りを繋ぐ通りは、仙台中央警察署の裏手ながら、仙台市立病院があった時代からの風俗街であったが、現在はほとんどなくなった。
タワービルと森徳横丁を挟んで向かい側の東二番丁との角地には仙台中央警察署があったが、跡地に「東二番丁スクエア」（68.3m、地上14階、2008年7月竣工予定）が落成した。仙台中央警察署が建っていた土地は、江戸時代に仙台藩医学校（医学館とも言った。東北大学医学部の源流）、および、青柳文庫（日本初の公開図書館）、明治期に官立宮城外国語学校（後に県立仙台中学校）、その後は憲兵隊の在所となって、戦後に仙台中央警察署となった場所である。
タワービルと東二番丁を挟んで向かい側にはルナール仙台（65m、地上14階。1998年2月完成）が建ち、「東二番丁スクエア」と東二番丁を挟んで向かい側（タワービルの斜向かい）には「仙台本町三井ビルディング」（81.5m、地上18階、2008年12月竣工）が建っている。

## アクセス
- 仙台市地下鉄南北線・勾当台公園駅（または広瀬通駅）
- 仙台市営バスおよび宮城交通：商工会議所前バス停
- 地下駐車場：231台

## その他
- 定禅寺通沿いには1970年に完成した「仙台第一生命ビルディング」があり、黒い外観から「黒ビル」と呼ばれていたが、せんだい都心再構築プロジェクトにより建て替えられる予定。
- 屋上にNHK仙台放送局の情報カメラがある。
- 屋上にラジオ3の送信所がある。送信施設については、下記に記述する。

## 送信施設概要
| 放送局名                                     | コールサイン 及び中継局名 | 周波数   | 空中線電力 | ERP | 放送対象地域         | 放送区域内世帯数 | 開局日        |
| -------------------------------------------- | ------------------------- | -------- | ---------- | --- | -------------------- | ---------------- | ------------- |
| 仙台シティエフエム 愛称「ラジオ3（スリー）」 | JOZZ2AB-FM                | 76.2 MHz | 20W        | 43W | 青葉区と一部周辺地域 | 約-世帯          | 1996年2月21日 |